# Episodi di Angry Kid (seconda stagione)
La seconda stagione della serie animata Angry Kid, composta da 25 episodi, è stata trasmessa nel Regno Unito, da Channel 4, dal 2001 al 2002.
In Italia la stagione è stata trasmessa dal 4 novembre 2003 su Italia 1.
| n° | Titolo originale   | Titolo italiano    | Prima TV UK | Prima TV Italia  |
| -- | ------------------ | ------------------ | ----------- | ---------------- |
| 1  | Cake               | Cake               | 2003        | 26 novembre 2003 |
| 2  | Tourette's         | Tourette's         | 2003        | 27 novembre 2003 |
| 3  | Dustbin            | Dustbin            | 2003        | 28 novembre 2003 |
| 4  | Sex Call           | Sex Call           | 2003        | 29 novembre 2003 |
| 5  | Strange Trip       | Strange Trip       | 2003        | 1 dicembre 2003  |
| 6  | Curious            | Curious            | 2003        | 2 dicembre 2003  |
| 7  | I Spy              | I Spy              | 2003        | 3 dicembre 2003  |
| 8  | Swollen            | Swollen            | 2004        | 25 gennaio 2004  |
| 9  | Catapult           | Catapult           | 2004        | 26 febbraio 2004 |
| 10 | Russian Roulette   | Russian Roulette   | 2004        | 27 febbraio 2004 |
| 11 | Dolly              | Dolly              | 2004        | 28 febbraio 2004 |
| 12 | Card Trick         | Card Trick         | 2004        | 28 aprile 2004   |
| 13 | Puerile            | Puerile            | 2004        | 29 aprile 2004   |
| 14 | Bad News           | Bad News           | 2004        | 7 giugno 2004    |
| 15 | Piss               | Piss               | 2004        | 8 giugno 2004    |
| 16 | Wanker             | Wanker             | 2004        | 2 luglio 2004    |
| 17 | Chemistry          | Chemistry          | 2004        | 1 agosto 2004    |
| 18 | Philosophical      | Philosophical      | 2004        | 3 agosto 2004    |
| 19 | Sofa Attack        | Sofa Attack        | 2004        | 4 agosto 2004    |
| 20 | Snail              | Snail              | 2004        | 7 settembre 2004 |
| 21 | Jackanory          | Jackanory          | 2004        | novembre 2004    |
| 22 | Marathon Man       | Marathon Man       | 2004        | 2005             |
| 23 | Road Safety        | Road Safety        | 2004        | 2005             |
| 24 | Birdy              | Birdy              | 2004        | 2005             |
| 25 | What Are You Like? | What Are You Like? | 2004        | 2005             |